# Književnost u 1934.
◄◄ | ◄ | 1931. | 1932. | 1933. | 1934.  | 1935. | 1936. | 1937. | ► | ►►
Arhitektura • Astronomija • Biologija • Film • Fotografija • Glazba • Kazalište • Kemija • Kiparstvo • Knjige • Književnost • Kršćanstvo • Meteorologija • Medicina • Planinarstvo • Politika • Pravo • Promet • Slikarstvo • Strip • Šport • Televizija • Znanost • Zrakoplovstvo • Željeznički promet
Književnost u 1934.

## Svijet

### Nagrade i priznanja
- Nobelova nagrada za književnost:

### Smrti
- 9. travnja – Safvet-beg Bašagić, bošnjački književnik, znanstvenik, prevoditelj i političar (* 1870.)

## Vanjske poveznice
|  | Zajednički poslužitelj ima još gradiva o temi Književnost u 1934. |